# Fresno (Texas)
Fresno és una concentració de població designada pel cens dels Estats Units a l'estat de Texas. Segons el cens del 2000 tenia 6.603 habitants.

## Demografia
Segons el cens del 2000, Fresno tenia 6.603 habitants, 1.881 habitatges, i 1.600 famílies. La densitat de població era de 283,6 habitants per km².
Dels 1.881 habitatges en un 54,1% hi vivien nens de menys de 18 anys, en un 68,6% hi vivien parelles casades, en un 12% dones solteres, i en un 14,9% no eren unitats familiars. En el 12,4% dels habitatges hi vivien persones soles el 2,8% de les quals corresponia a persones de 65 anys o més que vivien soles. El nombre mitjà de persones vivint en cada habitatge era de 3,51 i el nombre mitjà de persones que vivien en cada família era de 3,83.
Per edats la població es repartia de la següent manera: un 36,1% tenia menys de 18 anys, un 9% entre 18 i 24, un 34,6% entre 25 i 44, un 16% de 45 a 60 i un 4,4% 65 anys o més.
L'edat mediana era de 28 anys. Per cada 100 dones de 18 o més anys hi havia 99,7 homes.
La renda mediana per habitatge era de 46.290 $ i la renda mediana per família de 48.824 $. Els homes tenien una renda mediana de 32.606 $ mentre que les dones 30.527 $. La renda per capita de la població era de 14.340 $. Aproximadament el 10,9% de les famílies i el 15,3% de la població estaven per davall del llindar de pobresa.

## Poblacions més properes
El següent diagrama mostra les poblacions més properes.